# Scholas Ocurrentes
A Scholas Ocurrentes é uma  organização de direito pontifício, que nasceu em Buenos Aires por iniciativa do então Arcebispo Jorge Bergoglio, que, de 13 de março de 2013 até sua morte, foi o Papa Francisco. É uma rede internacional que une estudantes de todo o mundo ao redor de um programa educativo baseado na arte, no desporto e na tecnologia. O objetivo é promover a integração social e a cultura do encontro e da inclusão nas escolas.

## História
A iniciativa tem suas origens na cidade de Buenos Aires, em 2001, quando Jorge Bergoglio era o então arcebispo local. Recebeu o nome de Scholas Ocurrentes, em português "Escola de Vizinhos" e "Escolas Irmãs", com o objetico de promover a integração de alunos de escolas públicas e privado, de todas as religiões, a fim de educar os jovens no compromisso pelo bem comum. Quando tornou-se uma fundação pontífica, passou a receber apoio direto da Santa Sé, erigida como pessoa jurídica privada dentro do ordenamento canônico.
Scholas é uma organização internacional que trabalha com escolas e comunidades educativas públicas e privadas, para o restaurar do pacto educativo, com o compromisso de que todos os atores sociais envolvidos possam buscar a integração social e a paz através da tecnologia, arte e educação e do esporte.
Entre as atividades realizadas as Jornadas de Cidadania, uma ação de imersão com grupos de jovens (em média 300 jovens por jornada) que, durante uma semana trabalham em conjunto na busca de soluções para dois problemas comunitários, definidos pelos próprios jovens. Ao final as soluções encontradas são apresentadas a autoridades locais. Também há a realização de encontros presenciais e virtuais de jovens de diferentes países entre si e com o Papa Francisco.

## Estrutura
Com o lema da cultura do encontro pela paz através da educação, Scholas está presente em 82 países, através de sua rede que integra mais de 400 mil escolas e redes de ensino. Tem sedes na Cidade do Vaticano, Argentina, Espanha, Paraguai e Moçambique. Possui um Diretório Scholas, que coordena as atividades mundiais, desenvolvidas por unidades em cada um dos países.